# Èpsilon del Centaure
Èpsilon del Centaure (ε Centauri) és una estrella de magnitud aparent +2,29 situada a la constel·lació de Centaure. Té el nom, poc utilitzat, de Birdun, l'origen és àrab i significa "cavall de càrrega".
Èpsilon del Centaure és una estrella blava calenta de tipus espectral B1 amb una temperatura superficial de 23.900  K. No hi ha unanimitat pel que fa a si és una estrella gegant, subgegant o de la seqüència principal. La seva lluminositat tenint en compte la radiació emesa ultraviolada és d'11.400 sols, sent el seu radi 6,25 vegades major que el del Sol. Mostra una alta velocitat de  rotació de com a mínim 114 km / s, emprant menys de 2,7 dies a completar una volta. Té una massa 11 vegades major que la del Sol i la seva edat s'estima en menys de 10 milions d'anys.
Èpsilon del Centaure és una variable Beta Cephei la lluentor a penes varia dues centèsimes de magnitud entre +2,29 i +2,31 en múltiples períodes de 0,170, 0,177, 0,210 i 0,191 dies. Un estel de magnitud 13 visualment a 39 segons d'arc pot ser una companya real per la seva brillantor seria una nana taronja de tipus K6 o simplement una estrella a la mateixa línia de visió. En el cas que hi hagi una relació física entre ambdues, la separació projectada, 4500 ua, implica un període orbital d'almenys 89.000 anys.